# Trecastagni
Trecastagni ist eine Stadt der Metropolitanstadt Catania in der Region Sizilien in Italien mit 11.313 Einwohnern (Stand 31. Dezember 2023).

## Lage und Daten
Trecastagni liegt 15 Kilometer nördlich von Catania am südlichen Hang des Ätnas. Die Einwohner arbeiten hauptsächlich in der Landwirtschaft und in Steinbrüchen. 
Die Nachbargemeinden sind: Pedara, San Giovanni la Punta, Viagrande und Zafferana Etnea.

## Geschichte
Das Gründungsjahr Trecastagnis ist unbekannt. Der Ort entstand an einem wichtigen Verkehrsknotenpunkt zwischen den Gemeinden Pedara, Nicolosi und Viagrande.

## Sehenswürdigkeiten
- Pfarrkirche San Nicolo di Bari
- Heiligtum der Heiligen Alfio, Filadelfio und Cirino mit einer Ausstellung der Volkskunst

## Veranstaltungen
- Sagra del carretto siciliano